# Краль, Бранко
Бранко Краль (хорв. Branko Kralj; 10 марта 1924, Загреб, Хорватия и Славония — 18 декабря 2012, Загреб) — югославский футболист, вратарь.

## Биография
Краль начал карьеру футболиста в Конкордии «Загреб» в 1938 году. После Второй мировой войны клуб был расформирован, а вратарь перешёл в клуб «Борац». Позднее «Борац» был «поглощён» «Загребом», и Краль перешёл в загребское «Динамо». За столичный клуб провёл 108 матчей (в том числе 61 матч в югославской Первой лиге), и помог клубу выиграть чемпионат Югославии 1953/1954. В следующем сезоне Краль завершил карьеру из-за травмы, полученной во время матча против «Вележа» Мостар.
В сборную Югославии вызывался 39 раз, однако практически всегда в качестве второго вратаря после Владимира Беары из сплитского «Хайдука». Сыграл за сборную трижды, все три раза выходил на замену.
Был в заявке Югославии на чемпионате мира 1954 в Швейцарии, где сборная дошла до стадии четвертьфинала.
После завершения футбольной карьеры окончил экономический факультет университета Загреба.